# نوال الجاک
ملبس جاموس نوال الجاک (زادهٔ ۱۷ اکتبر ۱۹۸۸) ورزشکار دو و میدانی زن رشته دو سرعت اهل سودان است که در مجموع در بازی‌های پان عربی برندهٔ ۲ مدال طلا و برندهٔ ۴ مدال نقره شده‌است.

## رقابت‌های بین‌المللی
| سال                  | مسابقه                             | محل برگزاری          | مقام                 | رویداد               | توضیحات              |
| به نمایندگی از سودان | به نمایندگی از سودان               | به نمایندگی از سودان | به نمایندگی از سودان | به نمایندگی از سودان | به نمایندگی از سودان |
| -------------------- | ---------------------------------- | -------------------- | -------------------- | -------------------- | -------------------- |
| ۲۰۰۵                 | مسابقات قهرمانی جوانان جهان        | مراکش, مراکش         | ۱ام                  | ۴۰۰ متر              | ۵۱٫۱۹                |
| ۲۰۰۵                 | مسابقات جهانی دو و میدانی ۲۰۰۵     | هلسینکی، فنلاند      | ۱۵ام (sf)            | ۴۰۰ متر              | ۵۱٫۸۵                |
| ۲۰۰۶                 | مسابقات قهرمانی نوجوانان جهان      | پکن، چین             | ۳ام                  | ۴۰۰ متر              | ۵۱٫۶۷                |
| ۲۰۰۷                 | بازی‌های آفریقایی                   | الجزیره، الجزایر     | ۴ام                  | ۴۰۰ متر              | ۵۱٫۸۳                |
| ۲۰۰۷                 | بازی‌های آفریقایی                   | الجزیره، الجزایر     | ۳ام                  | ۴ × ۴۰۰ متر امدادی   | ۳:۳۴٫۸۴ (NR)         |
| ۲۰۰۷                 | مسابقات جهانی دو و میدانی ۲۰۰۷     | اوساکا، ژاپن         | ۴۰ام (h)             | ۴۰۰ متر              | ۵۵٫۲۹                |
| ۲۰۰۷                 | بازی‌های پان عربی                   | قاهره، مصر           | ۲ام                  | ۲۰۰ متر              | ۲۴٫۲۵                |
| ۲۰۰۷                 | بازی‌های پان عربی                   | قاهره، مصر           | ۱ام                  | ۴۰۰ متر              | ۵۴٫۱۵                |
| ۲۰۰۷                 | بازی‌های پان عربی                   | قاهره، مصر           | ۲ام                  | ۴ × ۱۰۰ متر امدادی   | ۴۷٫۴۳ (NR)           |
| ۲۰۰۷                 | بازی‌های پان عربی                   | قاهره، مصر           | ۱ام                  | ۴ × ۴۰۰ متر امدادی   | ۳:۳۸٫۵۶              |
| ۲۰۰۸                 | مسابقات قهرمانی دو و میدانی آفریقا | آدیس آبابا، اتیوپی   | ۵ام                  | ۴۰۰ متر              | ۵۱٫۹۳                |
| ۲۰۰۸                 | مسابقات قهرمانی دو و میدانی آفریقا | آدیس آبابا، اتیوپی   | ۶ام                  | ۴ × ۴۰۰ متر امدادی   | ۳:۴۵٫۰۷              |
| ۲۰۰۸                 | بازی‌های المپیک تابستانی ۲۰۰۸       | پکن، چین             | ۲۴ام (sf)            | ۴۰۰ متر              | ۵۴٫۱۸                |
| ۲۰۱۰                 | مسابقات قهرمانی دو و میدانی آفریقا | نایروبی، کنیا        | ۷ام                  | ۴۰۰ متر              | ۵۳٫۸۰                |
| ۲۰۱۱                 | بازی‌های پان عربی                   | دوحه، قطر            | ۲ام                  | ۴۰۰ متر              | ۵۵٫۱۴                |
| ۲۰۱۱                 | بازی‌های پان عربی                   | دوحه، قطر            | ۲ام                  | ۴ × ۴۰۰ متر          | ۳:۴۵٫۹۱              |
| ۲۰۱۵                 | بازی‌های آفریقایی                   | برازاویل             | ۲۶ام (h)             | ۴۰۰ متر              | ۶۱٫۵۱                |

### رکوردهای شخصی
- ۲۰۰ متر – ۲۳٫۹۷ s (۲۰۰۵)
- ۴۰۰ متر – ۵۱٫۱۹ s (۲۰۰۵)
- ۴۰۰ متر با مانع – ۵۷٫۸۶ s (۲۰۰۵)